# Alambadi
L'alambadi est une race bovine indienne. Elle peut aussi porter les noms de Cauvery, Kaveri ou Mahadeswarabetta.

## Origine
Elle appartient à la sous-espèce zébu de Bos taurus et est élevée dans l'ouest et le nord-ouest du Tamil Nadu, un état à l'extrémité sud de la péninsule indienne.

## Morphologie

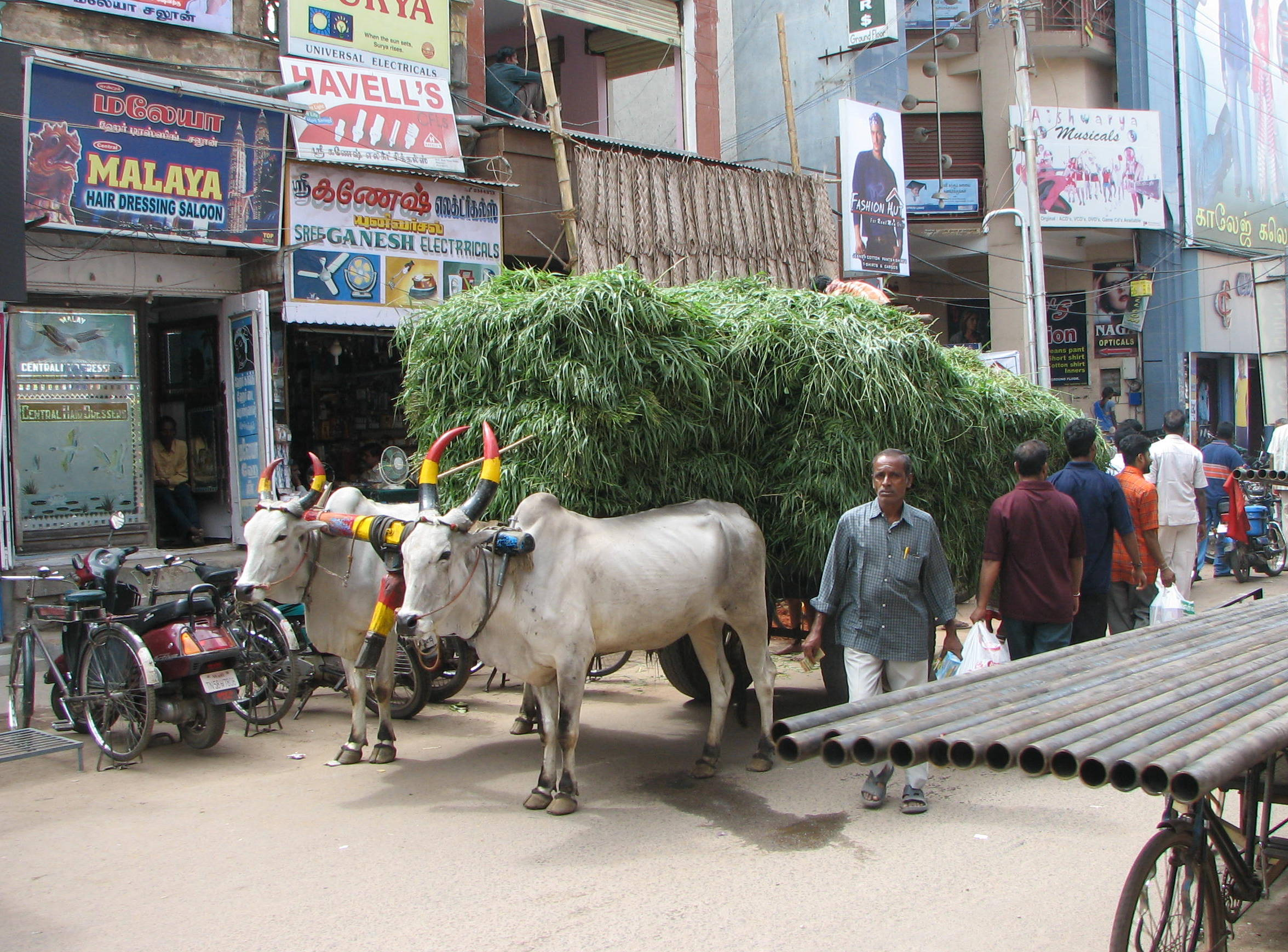
Attelage à Madurai.

Elle porte une robe grise, plus sombre chez les mâles, allant jusqu'au noir, gris à quasi blanc chez les femelles. Les cornes sont incurvées vers l'arrière.

## Aptitudes
C'est une race dédiée exclusivement à la traction. Elle est vive mais pas très rapide une fois attelée.

## Sources
1. ↑  « Alambadi », Site « dad.fao.org » de la FAO (consulté le 18 novembre 2014)
2. 1 2  (en)« Breeds of cattle & Buffalo », Site « vikaspedia.in » (consulté le 18 novembre 2014)